# Casuchas de la Cordillera

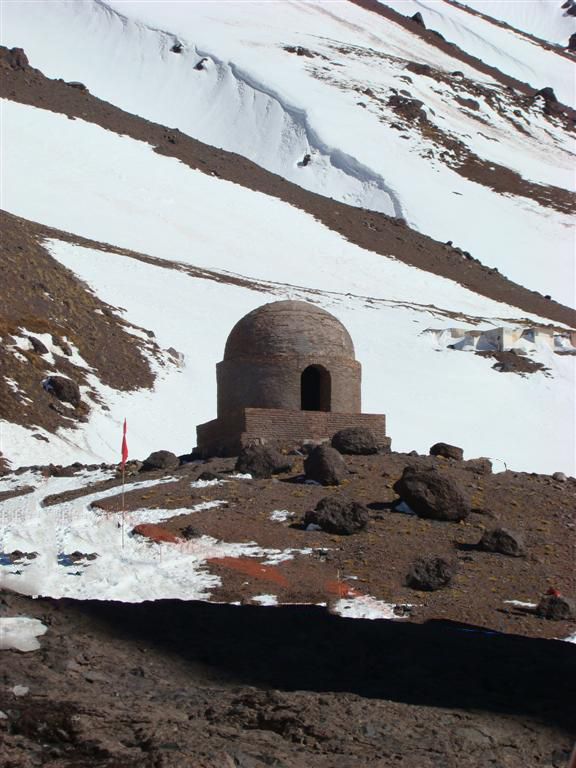
Casuchas de la Cordillera

Als Casuchas de la Cordillera werden insgesamt acht Schutzhütten aus dem 18. Jahrhundert an der argentinisch-chilenischen Grenze in den Anden am Paso de la Cumbre bezeichnet. Die drei erhaltenen auf argentinischer Seite befindlichen Hütten wurden am 16. Februar 1973 mit dem Dekret N° 1299 zum Monumento histórico erklärt. Die offizielle Bezeichnung der argentinischen casuchas ist Casuchas de Uspallata, weitere Bezeichnungen sind Casas de la Cordillera Nevada, Casuchas del Rey und Casas del Rey.

## Lage
Die auf argentinischer Seite errichteten Hütten befinden oder befanden sich bei den heutigen Orten Las Cuevas, Paramillo, Los Puquios und Punta de Vacas im Departamento Las Heras in der Provinz Mendoza. Von diesen vier Schutzhütten ist lediglich die bei Punta de Vacas nicht mehr existent, die erhaltenen Hütten liegen auf einer Höhe zwischen 2500 m und 3200 m. Auf chilenischer Seite wurden Hütten bei Ojo del Agua, Juncalillo, La Calavera und an der Passhöhe errichtet. Von diesen vier sind die beiden letztgenannten nur mehr als Ruinen vorhanden, die Hütte bei Ojo del Agua ist nicht mehr existent.

## Beschreibung
Den ursprünglich acht Schutzhütten waren gewisse Charakteristika gemein: Sie hatten ein Kuppeldach, eine Höhe von etwa fünf Metern und eine Eingangstüre auf östlicher Seite in etwa zwei Metern Höhe, wo die Eingänge am besten vor Verwehungen geschützt waren. Die Grundfläche der erhaltenen Gebäude auf argentinischer Seite liegt zwischen 21 und 27 m² pro Schutzhütte inklusive ihrer Mauern. Die Grundrisse sind entweder quadratisch oder kreisförmig, die Böden bestehen aus geglättetem Mörtel oder aus Ziegelsteinen.
Die Ziegelsteine, die für den Bau der Hütten verwendet wurden, stammen aus Los Andes, von wo sie mit Maultieren ins Gebirge gebracht wurden.

## Geschichte
Die Casuchas de la Cordillera wurden zwischen 1765 und 1770 auf Geheiß der spanischen Herrschaft in Chile errichtet und dienten der Aufrechterhaltung und Sicherheit des Post- und Personenverkehrs zwischen Santiago de Chile und Mendoza, der während weiter Teile des Jahres von schwierigen klimatischen Bedingungen beeinträchtigt war.
Das Projekt, am Weg über die Anden eine Reihe von Schützhütten zu errichten, wurde 1765 von Ambrosio O’Higgins dem Gouverneur Antonio Guill y Gonzaga vorgestellt. O’Higgins und Juan Garland wurden mit dem Bau der Hütten beauftragt. Die Unabhängigkeitsbewegungen zu Beginn des 19. Jahrhunderts führten letztlich dazu, dass die Hütten schlecht gewartet und versorgt wurden, jedoch auch dadurch noch zum Teil originalgetreu erhalten sind. Lediglich 1865, zum hundertjährigen Jubiläum der casuchas, wurden Renovierungsarbeiten durchgeführt und zwei neue Hütten errichtet, die jedoch nicht mehr erhalten sind.